# Polyporus craterellus
Polyporus craterellus är en svampart som beskrevs av Berk. & M.A. Curtis 1868. Polyporus craterellus ingår i släktet Polyporus och familjen Polyporaceae.   Inga underarter finns listade i Catalogue of Life.